# カトリック天神教会
カトリック天神教会（カトリックてんじんきょうかい）は、長崎県佐世保市にある、キリスト教（カトリック）の聖堂。
聖堂は1986年に献堂。
住宅地から南西に行くと陸上自衛隊崎辺分屯地や海上自衛隊佐世保警備隊基地がある。